# Basil Stillhart
Basil Stillhart là một cầu thủ bóng đá người Thụy Sĩ hiện tại thi đấu cho FC Wil.